# Resultados do Carnaval de São Paulo em 2008
Esta página contém os resultados do Carnaval de São Paulo em 2008.

## Escolas de samba

### Grupo Especial
Os desfiles do grupo especial ocorreram nos dias 1 e 2 de fevereiro de 2008 no sambódromo do Anhembi. Vai-Vai vence pela décima terceira vez, com o enredo " Vai-Vai Acorda Brasil! A saída é ter esperança". Algumas escolas de samba se sentiram coagidas com o resultado inesperado gerado pelos descartes de notas na apuração, alegando que, se não houvesse tal critério, o resultado de classificação seria diferente, e por esse motivo as seguintes escolas: Vai-Vai, Gaviões da Fiel, Império de Casa Verde, Pérola Negra, Mancha Verde, Imperador do Ipiranga, Unidos do Peruche, Dragões da Real e Camisa Verde e Branco se unem e criam uma entidade paralela a Liga Independente das Escolas de Samba de São Paulo, a Super-Liga.
Ordem de Desfile
| Sexta-feira (01/02/2008) | Sábado (02/02/2008) |
| 1. Gaviões da Fiel 2. Acadêmicos do Tucuruvi 3. Unidos de Vila Maria 4. Águia de Ouro 5. Tom Maior 6. Rosas de Ouro 7. Nenê de Vila Matilde | 1. Camisa Verde e Branco 2. Mancha Verde 3. X-9 Paulistana 4. Pérola Negra 5. Vai-Vai 6. Mocidade Alegre 7. Império de Casa Verde |

Mapa de notas
Abaixo o mapa de notas da apuração do Grupo Especial:

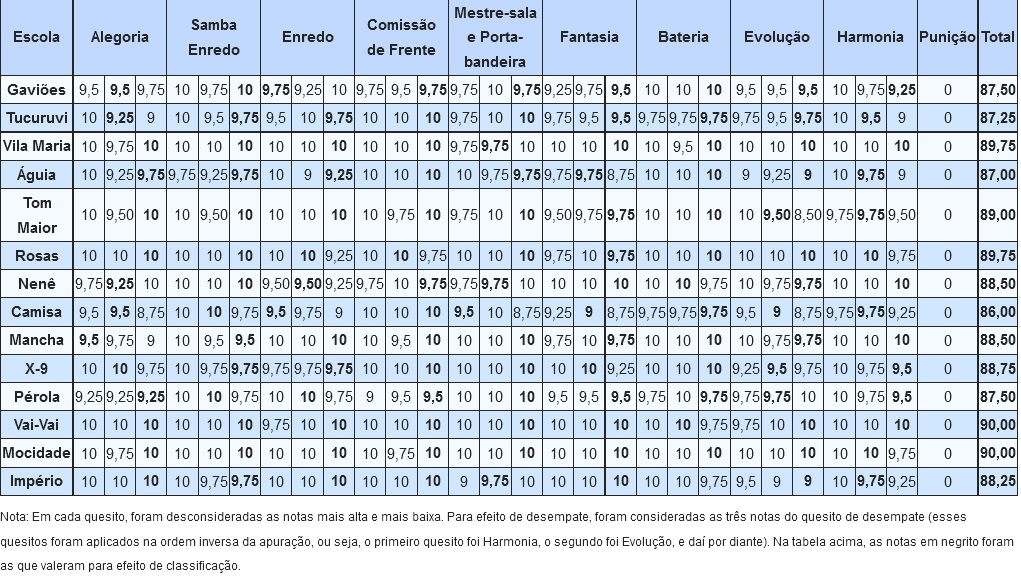
Mapa de apuração

Nota: Em cada quesito, foram desconsideradas as notas mais alta e mais baixa. Para efeito de desempate, foram consideradas as três notas do quesito de desempate (esses quesitos foram aplicados na ordem inversa da apuração, ou seja, o primeiro quesito foi Harmonia, o segundo foi Evolução, e daí por diante). Na tabela acima, as notas em negrito foram as que valeram para efeito de classificação.
Classificação
| Legenda: Campeã Rebaixada |

| Col. | Escola                 | Enredo | Pontos |
| ---- | ---------------------- | --- | ------ |
| 1    | Vai-Vai                | Acorda Brasil! A saída é ter esperança                                                                            | 90,00  |
| 2    | Mocidade Alegre        | Bem-vindo a São Paulo. Sabe por que? Porque São Paulo é tudo de bom!!!                                            | 90,00  |
| 3    | Unidos de Vila Maria   | Irashai-Mase, milênios de cultura e sabedoria no centenário da imigração japonesa                                 | 89,75  |
| 4    | Rosas de Ouro          | Rosaessência - O Eterno aroma                                                                                     | 89,75  |
| 5    | Tom Maior              | Glória Paulistana - São Paulo na vanguarda da economia brasileira                                                 | 89,00  |
| 6    | X-9 Paulistana         | O Povo da Terra Está Abusando... O Aquecimento Global vem ai - A Vida Boa e Sustentável Pede Passagem             | 88,75  |
| 7    | Mancha Verde           | És imortal...Ariano Suassuna, sua vida, sua obra, patrimônio cultural.                                            | 88,50  |
| 8    | Nenê de Vila Matilde   | Um vôo da águia como nunca se viu! Também somos folclore do nosso Brasil - 110 anos aprendendo com Câmara Cascudo | 88,50  |
| 9    | Império de Casa Verde  | Sambando, cantando e seguindo a canção. Vem, vamos embora para a festa da MPB                                     | 88,25  |
| 10   | Pérola Negra           | A onça vai beber água. Jaguariúna, desenvolvimento e qualidade de vida nos trilhos do tempo.                      | 87,50  |
| 11   | Gaviões da Fiel        | Nas asas dos Gaviões, rumo ao portal dos Sertões - Santana de Parnaíba: berço de bandeirantes                     | 87,50  |
| 12   | Acadêmicos do Tucuruvi | Hummm... É tempo de sorvete, do oriente ao ocidente o alimento refrescante e nutritivo                            | 87,25  |
| 13   | Águia de Ouro          | A taça da felicidade, uma viagem pelos sentidos, a delícia do sorvete                                             | 87,00  |
| 14   | Camisa Verde e Branco  | Da pré-história ao DNA: A história do cabelo eu vou contar!                                                       | 86,00  |

### Grupo de Acesso
Os desfiles do grupo de acesso ocorreram no dia 3 de fevereiro de 2008 no sambódromo do Anhembi.
Classificação
| Legenda: Promovida Rebaixada |

| Col. | Escola                   | Enredo | Pontos |
| ---- | ------------------------ | --- | ------ |
| 1    | Unidos do Peruche        | Quilombos, Quilombolas, Kizomba, Meu Quilombo é Peruche!                                                          | 89,75  |
| 2    | Leandro de Itaquera      | Afro Bahia - da Revolta dos Malês ao esplendor de um novo dia - a Roma Negra invade Itaquera neste dia de alegria | 89,50  |
| 3    | Barroca Zona Sul         | Artistas Viajantes num País Romântico                                                                             | 87,75  |
| 4    | Imperador do Ipiranga    | A salvação do planeta é o bicho                                                                                   | 87,75  |
| 5    | Dragões da Real          | Fé, Ciência e Compromisso Social: a Dragões se veste de luz neste Carnaval                                        | 87,25  |
| 6    | Acadêmicos do Tatuapé    | Por Mares Naveguei, Em Águas Claras Eu Cheguei. Tatuapé, de Felicidade, Transbordei!                              | 86,25  |
| 7    | Prova de Fogo            | Cem Anos de Imigração Japonesa, Prova de Fogo é Okinawa (a Terra da Cortesia) Neste Carnaval                      | 86,00  |
| 8    | Unidos do Vale Encantado | Passo a Passo, Assim Caminha a Humanidade                                                                         | 84,00  |

### Grupo 1
Os desfiles do grupo 1 ocorreram no dia 4 de fevereiro de 2008.
Classificação
| Legenda: Promovida Rebaixada |

| Col. | Escola                  | Enredo                                                                                           | Pontos |
| ---- | ----------------------- | ------------------------------------------------------------------------------------------------ | ------ |
| 1    | Combinados de Sapopemba | Devotos ou Não, Seus Filhos Aqui Estão! Salve Tietê! Salve São Benedito!                         | 297,25 |
| 2    | Morro da Casa Verde     | Palmares: a república aqui chegou ! Liberdade, democracia e heróis negros em terras brasileiras. | 297,25 |
| 3    | Camisa 12               | Solano Trindade                                                                                  | 292,25 |
| 4    | Imperial                | Aqualtune, A Princesa de Palmares                                                                | 291,75 |
| 5    | Colorado do Brás        | Catopês do milho verde - De escravo à rei da festa                                               | 291,75 |
| 6    | Primeira da Aclimação   | Guerreiros da Liberdade                                                                          | 291,50 |
| 7    | Flor de Lis da Zona Sul | Martinho das Vilas, do Brasil e do mundo                                                         | 288,75 |
| 8    | Portela da Zona Sul     | Em Busca da Tão Sonhada Liberdade                                                                | 287,00 |
| 9    | Unidos de São Lucas     | 120 Anos, A Raça Negra Vem Mostrar o Seu Valor - A Luta Cultural de um Povo                      | 285,75 |
| 10   | Flor da Vila Dalila     | Mentes Brilhantes, A Negritude que Fez e Faz a História                                          | 277,50 |

### Grupo 2
Os desfiles do grupo 2 ocorreram nos dias 3 e 4 de fevereiro de 2008.
Classificação
| Legenda: Promovida Rebaixada |

| Col. | Escola                         | Enredo                                                                           | Pontos |
| ---- | ------------------------------ | -------------------------------------------------------------------------------- | ------ |
| 1    | Estrela do Terceiro Milênio    | Feijoada, Das Sobras ao Prato Principal                                          | 199,25 |
| 2    | Uirapuru da Mooca              | De punho cerrado e peito aberto, um grito de liberdade                           | 198,50 |
| 3    | Torcida Jovem                  | Tribos Urbanas – Novos Quilombos                                                 | 198,25 |
| 4    | Príncipe Negro                 | 120 Anos da Abolição da Escravatura                                              | 197,00 |
| 5    | União Independente da Zona Sul | Congada - Resistência e Afro-brasilidade                                         | 196,00 |
| 6    | Império Lapeano                | Mistérios e Histórias Que Pouco Conhecemos da África Ocidental - Civilização NOK | 196,00 |
| 7    | Só Vou Se Você For             | A Revolta dos Malês e Seu Legado                                                 | 195,75 |
| 8    | Estação Invernada              | Pela Raça Lutou, Na Raça Superou e Com a Raça Conquistou                         | 195,75 |
| 9    | Brinco da Marquesa             | Anastácia a Princesa Escrava Que Virou Santa                                     | 193,00 |
| 10   | Passo de Ouro                  | Os Griôts – Contadores e Cantadores da Tradição de Uma África Antiga             | 191,00 |
| 11   | Explosão da Zona Norte         | Quilombo do Jabaquara                                                            | 189,00 |
| 12   | Valença de Perus               | Na Batida do Calumbé, O Canto da Riqueza                                         | 99,00  |
| 13   | Iracema Meu Grande Amor        | O Rei em Ouro Preto                                                              | 83,75  |
| 14   | Lavapés                        | Ergueu Com Trabalho a Nova Terra, Com Coração a Nova Nação - O Negro             | -14,25 |

### Grupo 3
Os desfiles do grupo 3 ocorreram nos dias 3 e 4 de fevereiro de 2008.
Classificação
| Legenda: Promovida Rebaixada |

| Col. | Escola                   | Enredo | Pontos |
| ---- | ------------------------ | --- | ------ |
| 1    | Dom Bosco                | Brasil, Um Jardim de Rosas Negras                                                                                       | 199,75 |
| 2    | Tradição Albertinense    | Entre Festas, Crenças e Irmandades. A Verdadeira Liberdade!                                                             | 199,75 |
| 3    | Os Bambas                | João da Cruz e Souza - O Cisne Negro                                                                                    | 198,00 |
| 4    | Acadêmicos do Jaraguá    | Ajeum - O Alimento Sagrado que Une os Homens aos Deuses                                                                 | 197,25 |
| 5    | Unidos de São Miguel     | Apesar dos Pesares, a Unidos Hoje é Festa                                                                               | 195,75 |
| 6    | Mocidade Unida da Mooca  | A Culinária Africana - Influências, Evolução e Comercialização no Brasil                                                | 193,75 |
| 7    | Unidos de Guaianases     | De Ngola à Angola, Minha Origem, Minha História, Meu Negro Amor Por Este Chão!                                          | 193,25 |
| 8    | Mocidade Robruense       | Dos Guetos na Periferia aos Redutos da Burguesia... Samba e Hip-Hop, Uma Mistura Perfeita Para Lutar!                   | 193,00 |
| 9    | Sai da Frente            | O Anjo Azul Pede Licença ao Samba de Roda de Pirapora                                                                   | 193,00 |
| 10   | Estrela Cadente          | Negro Arte... Made in Brazil                                                                                            | 191,25 |
| 11   | Dragões de São Miguel    | Iansã, A Divindade Negra                                                                                                | 190,25 |
| 12   | Tradição da Zona Leste   | Brasil-Nigéria, Do Elo da Escravidão ao Laço de União                                                                   | 185,75 |
| 13   | Malungos                 | Quilombolas | 121,00 |
| 14   | Imperatriz da Paulicéia  | Dançar Para Não Chorar... E o Negro Reinventou o Prazer Através da Dor                                                  | 103,25 |
| 15   | Primeira da Cidade Líder | Narciso Negro - As Estrelas Negras Brilham no Sol da Vaidosa 1ª da Cidade Líder nos 120 Anos da Abolição                | 38,00  |
| 16   | Folha Azul dos Marujos   | No Tabuleiro da Baiana Tem: Tem Quitutes Tem, Tem Cultura, Feitiço e o Acri-doce Sabor de Uma Abolição Inacabada Também | 12,75  |

### Grupo de Espera
Os desfiles do grupo de espera ocorreram no dia 3 de fevereiro de 2008.
Classificação
| Legenda: Promovida Desclassificada |

| Col. | Escola                     | Enredo | Pontos |
| ---- | -------------------------- | --- | ------ |
| 1    | União da Vila Albertina    | A Trajetória de Vida de um Gênio - Cartola                                                                                    | 96,75  |
| 2    | Acadêmicos do Ipiranga     | Raízes Queimadas | 95,75  |
| 3    | Flor do Morro              | Eu Vou Contar Que o Povo Paulista Também Sabe Sambar!                                                                         | 41,50  |
| 4    | Ermelinense                | Onze garotos e um sonho | -93,25 |
| --   | Paineiras do Sapopemba     | Resistência é resistir - de Zumbi até aqui Paineira mostra uma cultura que resiste e um povo que acredita na igualdade racial | ---    |
| --   | Cachoeira Império do Samba | Zumbi dos Palmares | ---    |